# Хусточка Юрій Олегович
Ю́рій Оле́гович Ху́сточка (27 жовтня 1975, Львів) — український музикант, бас-гітарист гурту «Esthetic Education», колишній учасник гурту «Океан Ельзи».

## Біографія
Народився в родині Президента Львівської торгово-промислової палати. Закінчив Львівський торгово-економічний інститут за спеціальністю фінанси та кредит. Почав грати на гітарі в 14 років. Після першої репетиції свого гурту в листопаді 1991 року остаточно перейшов на бас.
З 1991 по 1994 роки грав у гурті «Клан тиші» (партнери: Денис Глінін, Андрій Голяк, Павло Гудімов; гурт виконував депресивний артрок). У 1994 році за участі Юрія Хусточки був створений гурт «Океан Ельзи». Був учасником гурту до вересня 2004 року. З 2004 року — учасник гурту «Esthetic Education».
Наразі Юрій разом з дружиною проживають у Парижі і мають двоє дітей.